# Ефалід
Ефалід (грец. Αιθαλίδης) — син Гермеса й Евполемеї, вісник аргонавтів, який мав дивовижну пам'ять.
Боги дали йому право жити то в підземному царстві, то на землі. Після смерті Ефаліда його душа деякий час блукала світом, а потім уселилася в тіло Піфагора, зберігаючи пам'ять про попередні свої мандрування.